# ナイーム・カーセム
シェイフ・ナイーム・カーセム(アラビア語: نعيم قاسم,英語: Naim Qassem、1953年 - )は、レバノンのシーア派イスラム主義組織、ヒズボラの4代目書記長である。日本の報道では「ナイム・カセム」と長音符抜きで表記されることが多い。そのほかの表記にナイーム・カーシムなど。

## 経歴
レバノンの首都ベイルートに生まれる。
成人すると化学教師となる。1974年にアマルで政治活動に入る。その後アマルを離れて1982年にヒズボラを他のメンバーと共に創設。1991年からヒズボラの副書記長を30年ほど務めた。

### ヒズボラ最高指導者就任後
2024年9月27日にヒズボラ最高指導者であるハサン・ナスララが殺害されると、2024年10月29日に4代目ヒズボラ最高指導者に選出された。
カーセムは2023年パレスチナ・イスラエル戦争についてイスラエルへの徹底抗戦を主張していたが、11月20日にイスラエルに停戦を提案し、アメリカ特使とも停戦について協議を行った。そして、同月29日にイスラエルもその停戦案を承諾し、イスラエルとの戦争開始から1年、停戦を達成した。

## 人物
- ヒズボラの中でも強硬派として知られており、イスラエルへの徹底抗戦を主張している[9]。

- 化学の修士号を取得しているが、並行して神学も学んでいた[10]。